# إنغرام (علم النفس العصبي)
إنِغرام (بالإنجليزية: Engram) هو وحدة من المعلومات المعرفية داخل الدماغ. نظريًا، هي الوسيلة التي يتم من خلالها تخزين الذكريات كتغيرات فيزيائية أو كيميائية حيوية في الدماغ (والأنسجة العصبية الأخرى) استجابةً للمنبهات الخارجية.

## الأسماء
أثر دائم وانطباع دائم وأثر عصبي وانطباع عصبي وأثر نفساني وانبطاع نفساني أو وَسْم الثابت أو أثر الثابت.

## تاريخ
مصطلح إنغرام صاغه الألماني ريتشارد سيمون، أشار إلى الركيزة المادية للذاكرة في الدماغ. الأمريكي كارل لاشلي (Karl Lashley) وضع أولى المشاريع لتحديد موقع الذاكرة في الدماغ، حيث قام بإزالة أجزاء من الدماغ في القوارض.، وقام بتدريب الفئران على الجري في متاهة ثم تمت إزالة الأنسجة من قشرتها المخية. أدت زيادة كمية الأنسجة التي تمت إزالتها إلى زيادة تدهور الذاكرة. لكن لم تصل أبحاثه لنتائح مهمة.
في وقت لاحق، سعى الأمريكي ريتشارد طومسون (Richard F. Thompson) للحصول على إنجرام في المخيخ، بدلاً من القشرة الدماغية. استخدم الإشراط الكلاسيكي لاستجابة الجفن في الأرانب بحثًا عن الإنغرام. ينفخ الهواء على قرنية العين ويقرنها بنبرة. بعد عدد من التجارب التي ربطتها بنبرة، أصبحت الأرانب مهتمة بالوميض عندما تسمع النغمة حتى بدون نفخة. كانت إحدى المناطق التي درستها مجموعة طومسون هي نواة الفاصلة الجانبية (LIP). عندما تم تعطيله كيميائيا، اختفت الاستجابة المشروطة؛ عند إعادة التنشيط، استجابوا مرة أخرى، موضحين أن LIP هي عنصر أساسي في برنامج إنغرام لهذه الاستجابة. هذا النهج، الذي يستهدف المخيخ، على الرغم من نجاحه، يختبر فقط الاستجابات التلقائية الأساسية، التي تمتلكها جميع الحيوانات تقريبًا. ومع ذلك، توجد إنغرامات لأنواع معينة من الذاكرة في الأنظمة الفرعية التي تتوسط في عملية التعلم هذه، وعلى هذا النحو، ترتبط الإنغرامات فقط من التكييف البسيط بـ LIP ولكن ليس، على سبيل المثال، إنغرامات الذاكرة الدلالية.